# Brachysetodes bifidus
Brachysetodes bifidus är en nattsländeart som beskrevs av Schmid 1955. Brachysetodes bifidus ingår i släktet Brachysetodes och familjen långhornssländor. Inga underarter finns listade i Catalogue of Life.